# Zgromadzenie Narodowe Libanu I kadencji (1943–1947)
Zgromadzenie Narodowe Libanu I kadencji obradowało w latach 1943–1947 z jedenastodniową przerwą w roku 1943. Podczas tej kadencji Liban uzyskał niepodległość (22 listopada 1943).

## Wybory parlamentarne
Zgromadzenie Narodowe zostało wybrane w sierpniu 1943 roku. Specjalnie do tego celu w marcu powołano rząd tymczasowy, którego zadaniem było sprawne przeprowadzenie sierpniowych wyborów. W wyborach zwyciężył Blok Konstytucyjny.

## Wybory prezydenckie
Przewodniczący Bloku Konstytucyjnego Biszara al-Churi został wybrany przez parlament na pierwszego prezydenta niepodległego Libanu.

## I kadencja
Pierwszą decyzją al-Churiego było nominowanie sunnickiego przywódcy arabskich nacjonalistów Rijada as-Sulha na premiera. Liban został uznany przez kilka państw (Arabia Saudyjska, Egipt, Irak). We wrześniu nowy parlament z silną większością nacjonalistyczną wszedł w konflikt z władzami francuskimi w sprawie przekazania mu służb administracyjnych. W październiku nowy rząd zażądał rewizji konstytucji w punktach ograniczających suwerenność, przekazania dowództwa nad wojskami wewnętrznymi (co umożliwiłoby mu utworzenie własnej armii), a także przekazania urzędów centralnych, urzędów bezpieczeństwa, zniesienia uprzywilejowania różnych doradców francuskich, wreszcie przekształcenia urzędu delegata generalnego w ambasadę. Żądania te zostały stanowczo odrzucone przez Francję. Wówczas (8 listopada) rząd wniósł poprawki do konstytucji, które usunęły wszystkie wzmianki o przywilejach Francji jako państwa-mandatariusza.
Francuski delegat generalny Jean Helleu 11 listopada odrzucił poprawki, zawiesił konstytucję, rozwiązał parlament i aresztował Biszarę al-Churiego, Rijada as-Sulha i ministrów w jego rządzie, którzy głosowali za poprawkami. Głową państwa został mianowany frankofil Émile Eddé, przywódca Bloku Narodowego. Ministrowie, którym udało się ujść przed aresztowaniem zorganizowali opór, a reakcja społeczna była natychmiastowa. Wybuchły strajki generalne. Partie polityczne utworzyły wspólny front, nazwany Kongresem Narodowym. Działacze polityczni odmówili uczestnictwa w formowanym przez nowego prezydenta rządzie. Demonstracje przerodziły się w rozruchy. Kwestią czasu był wybuch powstania narodowego. Wielka Brytania wspólnie ze Stanami Zjednoczonymi poparły Libańczyków i zagroziły Francuzom użyciem siły. Francja musiała ustąpić, Jean Helleu został odwołany. Do Bejrutu wróciły z triumfem zwolnione z więzienia legalnie wybrane władze libańskie. Konstytucja, parlament i rząd z powrotem zostały powołane do życia. Dzień ten - 22 listopada 1943 roku - stał się świętem narodowym, Dniem Niepodległości.
Od 22 grudnia Francuzi zaczęli przekazywać Libanowi władzę ustawodawczą i administracyjną, zachowując dowództwo nad libańskimi wojskami wewnętrznymi. Ich przekazanie było uzależnione od zawarcia traktatu francusko-libańskiego.
W polityce wewnętrznej Liban zastosował zasadę klucza wyznaniowego przy obsadzaniu stanowisk państwowych. Osiągnięta zgoda chrześcijańsko-muzułmańska przeszła do historii pod nazwą Paktu Narodowego.

## Premierzy
- 1943–1945: Rijad as-Sulh
- 1945–1945: Abd al-Hamid Karami
- 1945–1946: Sami as-Sulh
- 1946–1946: Saadi Mounla
- 1946–1951: Rijad as-Sulh

## Przewodniczący Zgromadzenia Narodowego
- 1943–1946: Sabri Hmede
- 1946–1947: Habib Abu Szahla